# Duponchelia fovealis

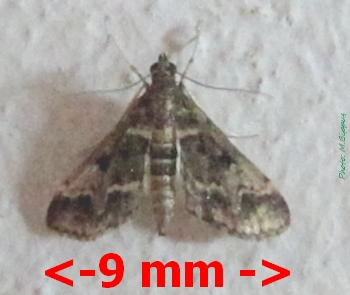
Duponchelia fovealis fovealis

Duponchelia fovealis là một loài bướm đêm thuộc họ Crambidae. Nó là loài đặc hữu của khu vực xung quanh Địa Trung Hải, và quần đảo Canaria, nhưng đã mở rộng phạm vi của nó đến các bộ phận khác của châu Phi, Trung Đông, Châu Âu và Canada.
Ngày 1 tháng 11 năm 2010, USDA-AHIS thông báo rằng loài bướm này hiện diện ít nhất tại 13 tiểu bang Hoa Kỳ.
Con trưởng thành có sải cánh dài 20 mm. Bướm bay từ tháng 5 đến tháng 6 tùy theo địa điểm.

## Hình ảnh

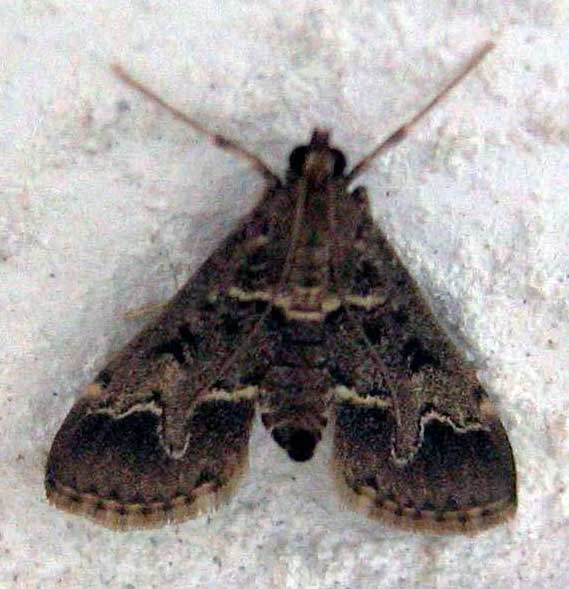